# Lista de usurpadores romanos
Esta é uma lista dos indivíduos que pretenderam assumir o título de imperador romano contra os legítimos ocupantes do cargo. Baseia-se na História Augusta. De alguns, não há prova que tenham realmente existido, outros foram apenas rebeldes rapidamente mortos (em geral pelos seus próprios soldados) e uns poucos efetivamente controlaram extensos territórios por algum tempo, como os que ocuparam o trono do Império das Gálias.

## Lista dos usurpadores
| Século                                                                       | Nome port., latim                                                                  | Local                   | Início do reinado       | Fim do reinado          | Morte                                               | Imperador legítimo                      |                         |
| ---------------------------------------------------------------------------- | ---------------------------------------------------------------------------------- | ----------------------- | ----------------------- | ----------------------- | --------------------------------------------------- | --------------------------------------- | ----------------------- |
| I                                                                            | Lúcio Arrúncio Camilo Escriboniano Lucius Arruntius Camillus Scribonianus          | Dalmácia                | 42                      | 42                      | Suicidou-se em 42                                   | Cláudio                                 |                         |
| I                                                                            | Ninfídio Sabino Nymphidius Sabinus                                                 | Roma                    | 68                      | 68                      | Executado em 68                                     | Nero                                    |                         |
| I                                                                            | Terêncio Máximo Terentius Maximus                                                  | Ásia                    | 79/81                   | 81                      | Fugiu para a Pártia                                 | Tito                                    |                         |
| I                                                                            | Lúcio Antônio Saturnino Lucius Antonius Saturninus                                 | Germânia Superior       | 89                      | 89                      | Executado em 89                                     | Domiciano                               |                         |
| II                                                                           | Caio Avídio Cássio Gaius Avidius Cassius                                           | Síria                   | 175                     | 175                     | Assassinado em 175                                  | Marco Aurélio                           |                         |
| II                                                                           | Pescênio Níger Gaius Pescennius Niger                                              | Síria                   | 193                     | 194                     | Decapitado por Septímio Severo                      | Septímio Severo                         |                         |
| II                                                                           | Clódio Albino Decimus Clodius Septimius Albinus Augustus                           | Britânia e Gália        | 196                     | 197                     | Decapitado por Septímio Severo                      | Septímio Severo                         |                         |
| III                                                                          | Gélio Máximo Gellius Maximus                                                       | Síria                   | 219                     | 219                     | Executado em 219                                    | Heliogábalo                             |                         |
| III                                                                          | Vero Verus                                                                         | Síria                   | 219                     | 219                     | Executado em 219                                    | Heliogábalo                             |                         |
| III                                                                          | Urânio Uranius                                                                     | Síria                   | 221                     | 221                     | Existência disputada                                | Heliogábalo                             |                         |
| III                                                                          | Seleuco Seleucus                                                                   | Síria                   | Depois de 221           | ?                       | Existência disputada                                | Heliogábalo                             |                         |
| III                                                                          | Seio Salústio Lucius Seius Herennius Sallustius                                    | Roma                    | 227                     | 227                     | Executado em 227                                    | Alexandre Severo                        |                         |
| III                                                                          | Taurino Taurinus                                                                   | Síria                   | ?                       | ?                       | Suicidou-se                                         | Alexandre Severo                        |                         |
| III                                                                          | Magno Magnus                                                                       | Roma                    | 235                     | 235                     | Executado em 235                                    | Maximino Trácio                         |                         |
| III                                                                          | Quartino Quartinus                                                                 | Mesopotâmia             | 235                     | 235                     | Morto pelos soldados em 235.                        | Maximino Trácio                         |                         |
| III                                                                          | Sabiniano Sabinianus                                                               | África Proconsular      | 240                     | 240                     | Rendeu-se às forças imperiais.                      | Gordiano III                            |                         |
| III                                                                          | Jotapiano Iotapianus                                                               | Síria                   | 248                     | 248                     | Morto pelas tropas em 248                           | Filipe, o Árabe                         |                         |
| III                                                                          | Pacaciano Tiberius Claudius Marinus Pacatianus                                     | Danúbio                 | 248                     | 248                     | Morto pelas tropas em 248                           | Filipe, o Árabe                         |                         |
| III                                                                          | Silbanaco Silbannacus                                                              | Reno                    | 244-249 (ou 253)        | 244-249 (ou 253)        | Existência disputada                                | Filipe, o Árabe                         |                         |
| III                                                                          | Esponsiano Sponsianus                                                              | Mésia                   | 244-249 (ou 253)        | 244-249 (ou 253)        | Existência disputada                                | Filipe, o Árabe                         |                         |
| III                                                                          | Caio Júlio Prisco Gaius Julius Priscus                                             | Roma                    | 244-249                 | ?                       | ?                                                   | Décio                                   |                         |
| III                                                                          | Júlio Valente Liciniano Iulius Valens Licinianus                                   | Roma                    | 250                     | 250                     | Executado em 250                                    | Décio                                   |                         |
| III                                                                          | Tito Júlio Prisco Titus Julius Priscus                                             | Trácia                  | 250 ou 251              | 250 ou 251              | Morto pelos bárbaros de Cniva                       | Décio                                   |                         |
| III                                                                          | Urânio Antonino Lucius Julius Aurelius Sulpicius Severus Uranius Antoninus         | Síria                   | 253                     | 253                     | Existência dúbia                                    | Valeriano                               |                         |
| III                                                                          | Ingênuo Ingenuus                                                                   | Panônia                 | 260                     | 260                     | Suicidou-se em 260                                  | Galiano                                 |                         |
| III                                                                          | Macriano Maior, Macriano Menor e Quieto Macrianus Major, Macrianus Minor e Quietus | Síria                   | 260                     | 261                     | Mortos pelos soldados em 261                        | Galiano                                 |                         |
| III                                                                          | Regaliano Regalianus                                                               | Panônia                 | 260                     | 260                     | Morto pelos soldados em 260                         | Galiano                                 |                         |
| III                                                                          | Imperadores do Império das Gálias (259-274)                                        |                         |                         |                         |                                                     |                                         |                         |
| III                                                                          | Zenóbia, Vabalato e o Império de Palmira (270–273)                                 |                         |                         |                         |                                                     |                                         |                         |
| III                                                                          | Balista Ballista                                                                   | Síria                   | 261                     | 261                     | Morto por Odenato ou pelos próprios soldados em 261 | Galiano                                 |                         |
| III                                                                          | Pisão Lucius Calpurnius Piso Frugi                                                 | Acaia                   | 261                     | 261                     | Morto pelos soldados em 261                         | Galiano                                 |                         |
| III                                                                          | Valente Júnior Valens Junior                                                       | Acaia                   | 261                     | 261                     | Morto pelos soldados em 261                         | Galiano                                 |                         |
| III                                                                          | Memor                                                                              | Egito                   | 261                     | 261                     | Morto em combate em 261                             | Galiano                                 |                         |
| III                                                                          | Mússio Emiliano Mussius Aemilianus                                                 | Egito                   | 261                     | 262                     | Morto em combate em 261                             | Galiano                                 |                         |
| III                                                                          | Celso Celsus                                                                       | "Imperadores fictícios" | "Imperadores fictícios" | "Imperadores fictícios" | "Imperadores fictícios"                             | Galiano                                 |                         |
| III                                                                          | Saturnino                                                                          | "Imperadores fictícios" | "Imperadores fictícios" | "Imperadores fictícios" | "Imperadores fictícios"                             | Galiano                                 |                         |
| III                                                                          | Trebeliano Trebellianus                                                            | "Imperadores fictícios" | "Imperadores fictícios" | "Imperadores fictícios" | "Imperadores fictícios"                             | Galiano                                 |                         |
| III                                                                          | Censorino Censorinus                                                               | Itália                  | 269                     | 270                     | Morto pelos soldados em 270                         | Cláudio II                              |                         |
| III                                                                          | Domiciano Domicianus                                                               | Gália                   | 270                     | 271                     | Em condições incertas em 271                        | Aureliano                               |                         |
| III                                                                          | Felicíssimo Felicissimus                                                           | Roma                    | 271                     | 271                     | Executado em 271                                    | Aureliano                               |                         |
| III                                                                          | Septímio Septimius                                                                 | Dalmácia                | 271                     | 271                     | Morto pelas tropas em 271                           | Aureliano                               |                         |
| III                                                                          | Urbano Urbanus                                                                     | ?                       | 271                     | 271                     | Existência dúbia                                    | Aureliano                               |                         |
| III                                                                          | Firmo Firmus                                                                       | Egito                   | 273                     | 273                     | Morto por Aureliano em 273                          | Aureliano                               |                         |
| III                                                                          | Bonoso Bonosus                                                                     | Germânia Inferior       | 280                     | 280                     | Suicidou-se em 280                                  | Probo                                   |                         |
| III                                                                          | Próculo Proculus                                                                   | Gália                   | 280                     | 280                     | Executado em 281                                    | Probo                                   |                         |
| III                                                                          | Júlio Saturnino Julius Saturninus                                                  | Síria Palestina         | 280                     | 280                     | Morto pelas tropas em 280                           | Probo                                   |                         |
| III                                                                          | Juliano Julianus                                                                   | Panônia                 | 283 (ou 296)            | 283 (ou 296)            | Morto em combate em 283 ou 296                      | Caro, Carino e Numeriano (ou Maximiano) |                         |
| III                                                                          | Eliano e Amando Aelianus et Amandus                                                | Gália                   | 285                     | 285                     | Morto em combate em 285                             | Diocleciano                             |                         |
| III                                                                          | Caráusio e o Império da Britânia Carausius                                         | Britânia                | 286                     | 293                     | Assassinado por Aleto em 293                        | Diocleciano                             |                         |
| III                                                                          | Aleto Allectus                                                                     | Britânia                | 293                     | 296                     | Morto em combate em 296                             | Diocleciano                             |                         |
| III                                                                          | Domício Domiciano Lucius Domitius Domitianus                                       | Egito                   | 297                     | 297                     | Morte natural em 297                                | Diocleciano                             |                         |
| III                                                                          | Aurélio Aquileu Aurelius Achilleus                                                 | Egito                   | 297                     | 298                     | Executado em 298                                    | Diocleciano                             |                         |
| III                                                                          | IV                                                                                 | Eugênio Eugenius        | Síria                   | 303                     | 303                                                 | Diocleciano                             | Morto em combate em 303 |
| Magêncio Marcus Aurelius Valerius Maxentius                                  | IV                                                                                 | Roma                    | 307                     | 312                     | Suicidou-se em 312.                                 | Galério                                 |                         |
| Domício Alexandre (contra Magêncio) Lucius Domitius Alexander                | IV                                                                                 | África Proconsular      | 308                     | 311                     | Executado em 311.                                   | Galério                                 |                         |
| Calócero Calocaerus                                                          | IV                                                                                 | Chipre                  | 334                     | 334                     | Executado em 334                                    | Constantino I                           |                         |
| Magnêncio Flavius Magnus Magnentius                                          | IV                                                                                 | Gália                   | 350                     | 353                     | Suicidou-se em 353.                                 | Constâncio II                           |                         |
| Decêncio Magnus Decentius                                                    | IV                                                                                 | Gália                   | 350                     | 353                     | Suicidou-se em 353.                                 | Constâncio II                           |                         |
| Vetrânio (contra Magnêncio) Vetranio                                         | IV                                                                                 | Ilíria e Panônia        | 350                     | 350                     | Abdicou em 350. Morreu em 356.                      | Constâncio II                           |                         |
| Nepociano (contra Magnêncio) Flavius Iulius Popilius Nepotianus Constantinus | IV                                                                                 | Roma                    | 350                     | 350                     | Executado em 350                                    | Constâncio II                           |                         |
| Caráusio II Carausius                                                        | IV                                                                                 | Britânia                | 354                     | 358                     | Existência discutível                               | Constâncio II                           |                         |
| Silvano Claudius Silvanus                                                    | IV                                                                                 | Germânia Inferior       | 355                     | 355                     | Assassinado em 355.                                 | Constâncio II                           |                         |
| Procópio Procopius                                                           | IV                                                                                 | Constantinopla          | 365                     | 366                     | Executado em 366.                                   | Valentiniano I e Valente                |                         |
| Marcelo Marcellus                                                            | IV                                                                                 | Calcedônia              | 366                     | 366                     | Executado em 366.                                   | Valentiniano I e Valente                |                         |
| Teodoro Theodorus                                                            | IV                                                                                 | Antioquia               | 371                     | 371                     | ?                                                   | Valentiniano I e Valente                |                         |
| Firmo Firmus                                                                 | IV                                                                                 | África Proconsular      | 372                     | 375                     | Suicidou-se em 375                                  | Valentiniano I e Valente                |                         |
| Magno Máximo Magnus Maximus                                                  | IV                                                                                 | Britânia                | 384                     | 388                     | Executado em 388.                                   | Teodósio I                              |                         |
| Flávio Vítor Flavius Victor                                                  | IV                                                                                 | Britânia                | 384                     | 388                     | Executado em 388.                                   | Teodósio I                              |                         |
| Eugênio Flavius Eugenius                                                     | IV                                                                                 | Roma                    | 392                     | 394                     | Executado em 394.                                   | Teodósio I                              |                         |
| V                                                                            | IV                                                                                 | Marco Marcus            | Britânia                | 406                     | 407                                                 | Morto pelos soldados em 407             | Honório                 |
| V                                                                            | Graciano Gratianus                                                                 | Britânia                | 407                     | 407                     | Morto pelos soldados em 407                         |                                         | Honório                 |
| V                                                                            | Constantino "III" Flavius Claudius Constantinus                                    | Britânia                | 407                     | 411                     | Executado em 411                                    |                                         | Honório                 |
| V                                                                            | Constante "II" Constans II                                                         | Britânia                | 408                     | 411                     | Executado em 411                                    |                                         | Honório                 |
| V                                                                            | Prisco Átalo (1ª vez) Priscus Attalus                                              | Roma                    | 409                     | 410                     | - (Deposto por Ataulfo)                             |                                         | Honório                 |
| V                                                                            | Máximo da Hispânia (1ª vez) Maximus Tyrannus                                       | Hispânia                | 409                     | 411                     | - (Fugiu para o território dos bárbaros)            |                                         | Honório                 |
| V                                                                            | Prisco Átalo (2ª vez) Priscus Attalus                                              | Roma                    | 414                     | 415                     | ? (Exilado nas ilhas Eólias)                        |                                         | Honório                 |
| V                                                                            | Jovino Jovinus                                                                     | Gália                   | 411                     | 413                     | Executado em 413                                    |                                         | Honório                 |
| V                                                                            | Sebastiano Sebastianus                                                             | Gália                   | 412                     | 413                     | Executado em 413                                    |                                         | Honório                 |
| V                                                                            | Heracliano Heraclianus                                                             | África Proconsular      | 412                     | 412                     | Executado em 413                                    |                                         | Honório                 |
| V                                                                            | Máximo da Hispânia (2ª vez) Maximus Tyrannus                                       | Hispânia                | 420                     | 422                     | Executado em 422                                    |                                         | Honório                 |
| V                                                                            | João Ioannes                                                                       | Roma                    | 423                     | 425                     | Executado em 425                                    | Valentiniano III                        |                         |
| V                                                                            | Arvando Arvandus                                                                   | Gália                   | 468                     | 468                     | ? (Exilado)                                         | Antêmio                                 |                         |
| V                                                                            | Romano Romanus                                                                     | Roma                    | 470                     | 470                     | Executado em 470                                    | Antêmio                                 |                         |
| Pós                                                                          | Burdunelo Burdunellus                                                              | Vale do Ebro            | 496                     | 496                     | Executado em 496                                    | Tentativa de restauração                |                         |
| Pós                                                                          | Pedro Petrus                                                                       | Vale do Ebro            | 506                     | 506                     | Executado em 506                                    | Tentativa de restauração                |                         |